# 聚芳館
聚芳館，或稱原南投郡物產陳列館、原南投公會堂，是位於臺灣南投縣南投市南投公園的一處陳列館，當前作為南投市公園路燈管理所使用，於2004年12月21日登錄為南投市歷史建築。

## 簡介
聚芳館座落之區域為南投公園，是1912年日本政府向居民陸續購買或贈與土地後，所設立之綠地公園，其中總督府殖產局因負責蒐集、調查台灣本地土產、手工藝產品，因此在台灣各地城市興建商品陳列館，以供負責展覽及販售其區域的物產，而南投郡物產陳列館則是唯一設於郡級以下的陳列館，曾展示「南投燒」、「南投陶」等南投名產，後則改為公會堂聚芳館，平時作為兩個商業團體，南投商工會及南投果物同業組合的會員聚會處使用。
第二次世界大戰末期，因盟軍轟炸台灣，從都市疏散自南投的琉球人曾來此避難，此建築後在戰後時曾交由空衛部隊紮營地，後轉讓曾為南投縣衛生院、南投縣立圖書館、南投縣文獻委員會、龍泉托兒所使用。1999年因921大地震的破壞，聚芳館嚴重受損。後在由行政院九二一震災後公共設施復建款項支應三百萬元修繕，並於2001年8月27日完工，曾當作南投市藝文活動的文化館，後委外經營咖啡藝文簡餐使用。同年，聚芳館曾被列為南投縣「歷史建築十景」之一。
近年餐飲設施結業後，該建築則交由南投市公園路燈管理所管理，目前則作為公園路燈管理所之辦公室使用。

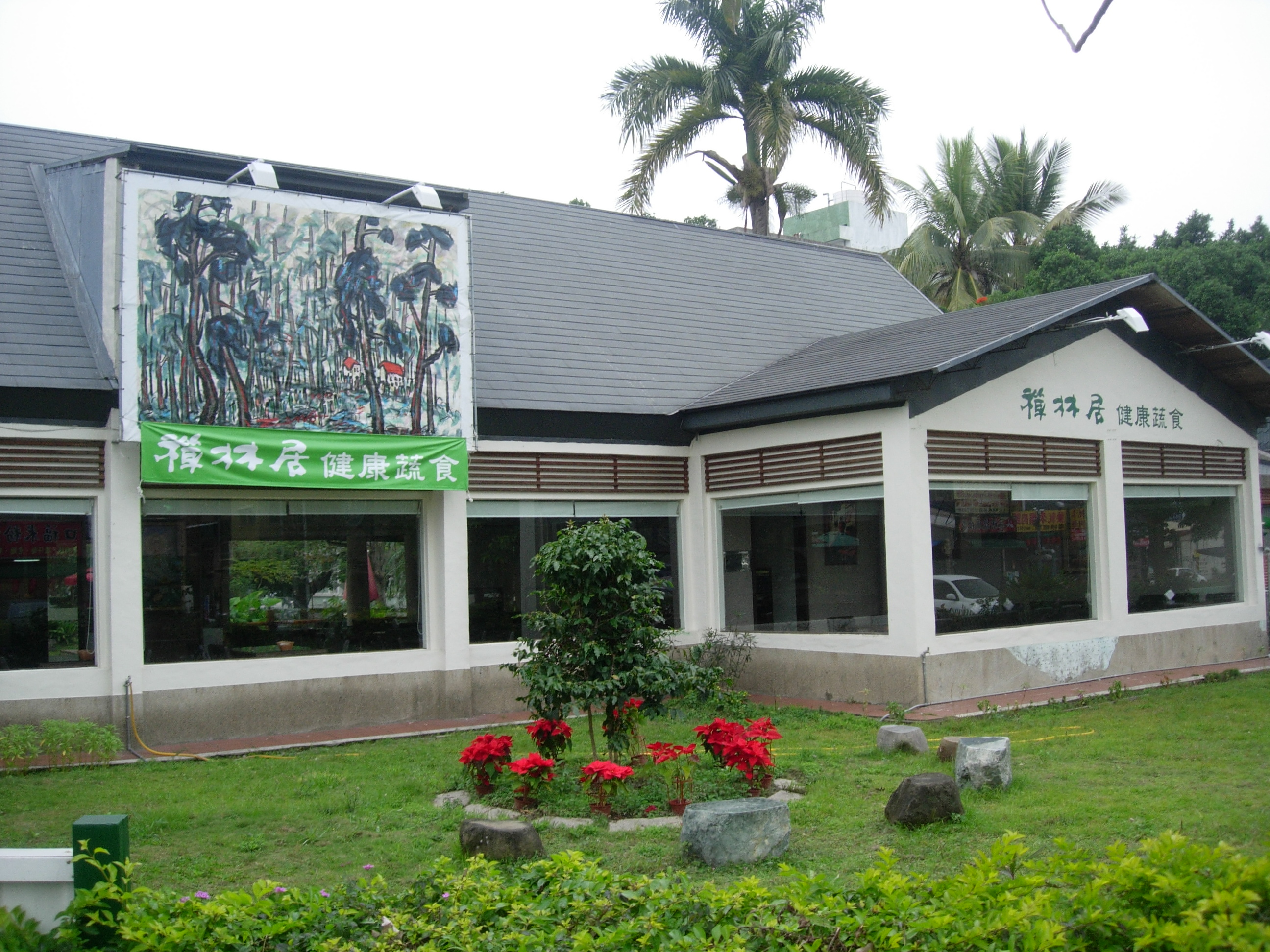
聚芳館背面

## 建築設計
聚芳館為和洋混合之折衷主義建築，其中室內特徵具有歐式建築風格，屋頂兩側的山牆下及進口之前後方三角頂，均是因應當地氣候而設設計通氣設備，有著增加屋內空氣流通性的功能，而圓形拱柱四周採光的建築物，在則矗立在綠蔭扶疏的南投公園內更顯其地標性。

## 外部連結
- 聚芳館 -文化部iCulture-文化空間 （页面存档备份，存于）